# Йом-Тов Ліпман Геллер

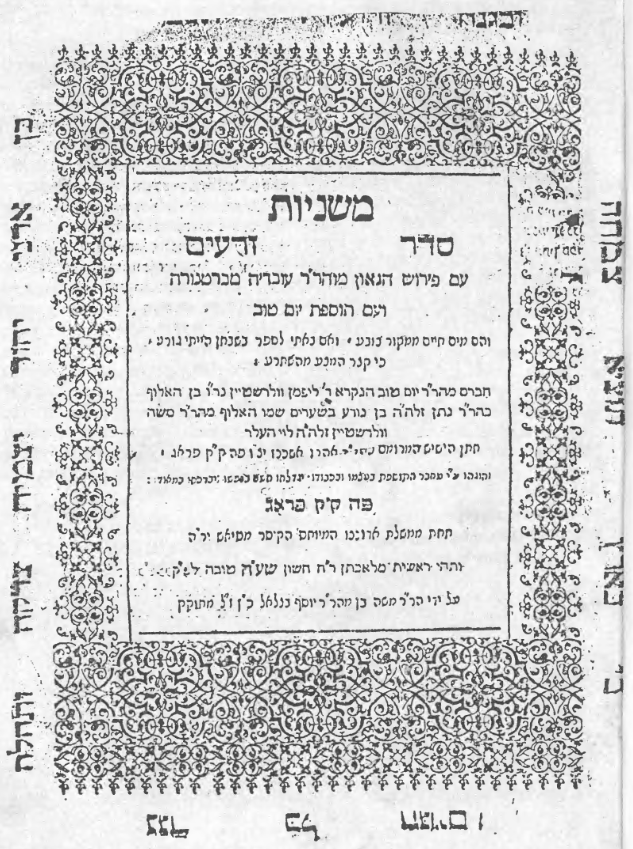
Титульна сторінка Мішни з Тосефет Йом Тов — надрукована в Празі за життя автора

Рабин Гершон Шауль Йом-Тов Ліпман бен Натан га-Леві Геллер (івр. יום-טוב ליפמן הלר), (бл. 1579 р. – 19 серпня 1654) — богемський рабин і талмудист, найбільш відомим тим, що написав коментар до Мішни під назвою «Тосефет Йом-Тов» (1614—1617). Геллер був одним із провідних талмудистів у Празі та Польщі під час «Золотого віку» до 1648 року.

## Освіта та кар'єра ребе
Після того як Геллер народився у Валлерштайні, Баварія, його виховував дід, рабин Мойсей Га-Леві Геллер, оскільки його батько помер у віці 18 років, ще до його народження. У підлітковому віці Геллера відправили до Фрідберга, поблизу Валлерштайна, де він навчався в єшиві рабина Якова Гюнцбурга. Звідти він переїхав до Праги, де став учнем Єгуди Бен Бецалеля, голови празької єшиви. У 1597 році, коли Геллеру ледве виповнилося 18 років, він отримав семіху (призначення) на посаду даяна (рабинського судді) в цьому місті.
У жовтні 1624 року Геллер був покликаний на рабинство в Мікулов, Моравія, а в березні 1625 року став рабином Відня. Леопольдштадт тоді був передмістям Відня. Коли він прибув, євреї Відня були розпорошені по всьому місту, не маючи центральної громади. Геллер домігся для євреїв права на створення центральної єврейської громади в Леопольдштадті. Він відіграв важливу роль у реорганізації громади та розробив її конституцію.
З 1627 по 1629 рік він був головним рабином Праги.
У 1631 році він переїхав в Україну, де протягом трьох років служив рабином у м. Немирів. У 1634 році він переїхав до більшого міста Людмир (зараз Володимир) на Волині. Під час перебування на Волині та в Польщі Геллер був серед лідерів рабинів Ради чотирьох земель. У 1640 році він працював над тим, щоб добитися відновлення декретів синоду проти симонії в рабинаті.
У 1643 році його обрали головою рабинського суду Кракова, та одним із двох головних рабинів цієї громади. Краківський рабин Єгошуа Гешель, автор «Магінеї Шеломо», був головою краківської єшиви. Через чотири роки Гешель помер, його наступником став Геллер, який також керував єшивою.
Геллер залишався головним рабином Кракова під час повстання Хмельницького в 1648 році і до своєї смерті в 1654 році.

## Ув'язнення
Влітку 1629 року Геллер був заарештований за наказом імператорського двору імператора Священної Римської імперії Фердинанда II. Геллера звинуватили в образі християнства і ув'язнили у Відні. Швидко була призначена комісія для розслідування провини Геллера. Він вправно захищався, але комісія вирішила засудити Геллера до смертної кари. Після втручання король погодився замість цього накласти штраф у розмірі 12 000 талерів. Після переговорів штраф було зменшено до 10 000 талерів (на той час величезна сума). Після цього король оголосив, що рабин Геллер більше не може служити рабином. Провівши більше місяця у в'язниці, рабин Геллер був звільнений. Потім він витратив два роки на виплату штрафу. У 1631 році Геллер залишив Прагу і другу частину своєї кар'єри провів у Речі Посполитій.
Ув'язнення Геллера пояснюється кількома факторами. Його арешт став початком короткої антиєврейської кампанії Габсбургів, яку заохочував Папський престол. Геллер також мав ворогів у празькій єврейській громаді. Через Тридцятилітню війну уряд наклав високі податки на єврейські громади Богемії, включно з празькими, які повинні були платити щорічний податок у розмірі 40 000 талерів. Комісія на чолі з головним рабином Геллером одноголосно проголосувала за оподаткування кожної єврейської родини в Празі. Чим багатша родина, тим вищий податок. Тягар лягав здебільшого на багатих купців, які могли собі дозволити сплатити нараховані податки. Однак вони скаржилися і вимагали переглянути рішення. Рабин Геллер і його комітет розглянули проблему і дійшли висновку, що такий підхід був справедливим. Комітет зустрівся з представниками асоціації купців, щоб пояснити складну ситуацію, з якою стикається єврейська громада Праги. Розгнівані купці відмовилися мати справу з кагалом, який відповідав за доставку грошей уряду. Натомість вони вирішили звернутися до уряду. У своїй петиції вони звинуватили головного рабина в тому, що він є ворогом християнства. Їхні докази: «Його твори сповнені звинувачень проти релігії країни». Рабин Геллер був пов'язаний із заможним лідером празької громади того часу Якобом Бассеві. Той був союзником великого полководця Альбрехта фон Валленштейна, який також мав ворогів при дворі Габсбургів. Стосунки Геллера з Бассеві та арешт Геллера відіграли певну роль у великих політичних махінаціях, які там відбувалися.

## Сім'я
Йом-Тов Геллер заснував велику династію рабинів. Його батько Натан, який помер за кілька днів до його народження, був сином рабина Мойсея. Геллер був одружений на Рахель, доньці багатого празького купця Аарона Мойсея Ашкеназі (Мунка). Через дружину був пов'язаний із сім'єю Горовиць. По материнській лінії він був пов'язаний з родиною Гюнцбургів, з боку батька з віденською родиною Френкелів.
Незважаючи на те, що його батько помер у віці 18 років, вважається, що у Йом-Това було троє братів і сестер: брат Йосип (помер у 1659 р.), сестра Перель і ще одна невідома сестра. Можливо, але неясно, чи означає додавання до їхніх прізвищ Еттінген і Валлерштайн, що його предки мали шлюбні зв'язки зі знатними родинами дому Еттінген-Валлерштайн.

Йом-Тов і Рахель, ймовірно, мали 16 дітей, щонайменше шість синів і принаймні вісім дочок. Синами, яких він згадує у своїх творах, були: Мойсей з Праги, Самуїл з Немирова (тепер Немирів, Україна), Авраам з Любліна (тепер у Польщі) і Леб з Брест-Литовська (тепер Брест, Білорусь). Дочками яких ми точно знаємо були: Нехле, Нізель, Доберіш, Естер, Ребекка і Райзель.

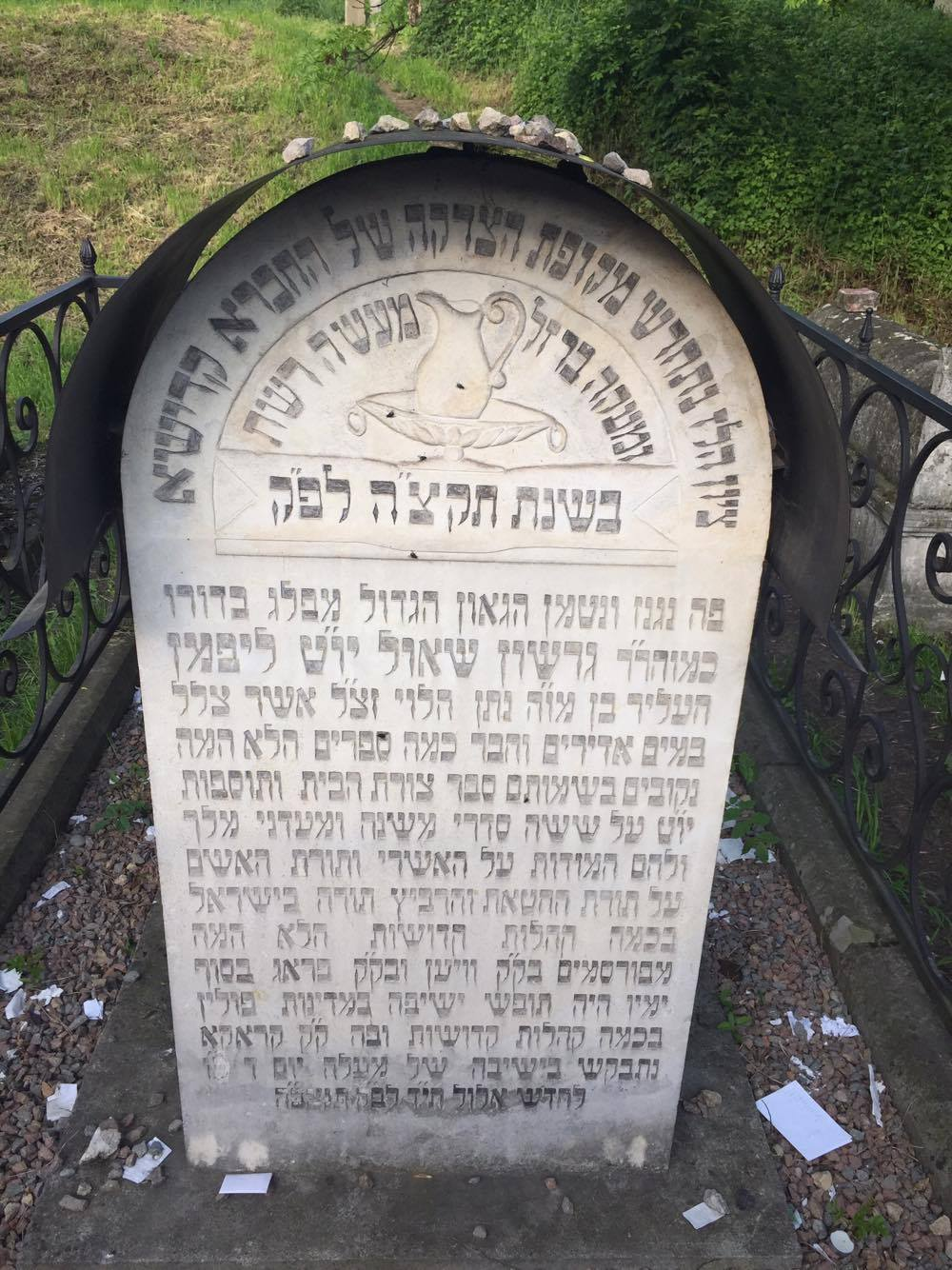
Могила Йом-Това Ліпмана Геллера на цвинтарі Ремах у Кракові.

Його найвідомішим нащадком був Ар'є Лейб Геллер (нар. 1745), відомий як К'цос (на честь його найбільшої праці «Кцос Хачошен»). Його брат Єгуда Геллер Кахана (нар. 1738), відомий як Кунтрас Ха'Сфейкос. Іншими відомими родичами є Соломон Єгуда Раппопорт (нар. 1790), релігійний вчений, поет, письменник, чий онук Арнольд Едлер фон Порада Рапопорт (нар. 1840) був юристом, парламентарем, підприємцем, що займався видобутком вугілля, і філантропом.
На згадку про своє ув'язнення та звільнення з в'язниці Геллер встановив два особливі дні пам'яті для своєї родини та нащадків. Він встановив 5 день Таммуза, день, коли почалися його проблеми, як щорічний день посту, а 1 день Адара як день святкування річниці його призначення на посаду рабина Кракова. Читання Мегілли, яку написав Геллер під назвою «Мегілат Ейва» (Сувій Ворожнечі), в якій розповідається про його ув'язнення та звільнення, стало традицією для нащадків рабина Геллера. До цього дня вони відзначають історію його життя під час спеціального святкування у Пурім.
У 1984 році в 330-ту річницю смерті рабина Геллера його автобіографічна розповідь про ув'язнення «Мегілат Ейва» та детальне генеалогічне дерево були опубліковані англійською мовою рабином К. Ю. Ліпшицем і доктором Нілом Розенштейном під назвою «Свято і піст» видавничою корпорацією «Moznaim» у Нью-Йорку і Єрусалимі. Книга містить 40 сторінок таблиць із детальним описом родинного дерева та сотень сімей, що походять від рабина Геллера.

## Твори та погляди
Між 1614 і 1617 роками рабин Геллер опублікував коментар до Мішни в трьох томах. Спочатку він мав назву «Тосефет Йом Тов», але тепер відомий як «Тосфот Йом Тов». Коментар швидко став одним із стандартних коментарів до Мішни і вивчається досі. Його коментар є важливим доповненням (тосефет) до коментаря Бартенури, звідки і назва.
Головною галахічною працею Геллера був «Мааданей Йом Тов», коментар до короткого викладу Вавилонського Талмуду, написаний рабином Ашером бен Джехіелем. Короткий виклад рабина Ашера часто вважався німецькими євреями часів Геллера найавторитетнішим викладом єврейського закону, навіть на противагу Шульхан Аруху. Вступ Геллера до праці підтверджує цю думку. Галахічні погляди Геллера, головним чином щодо питань ритуалу, цитуються багатьма пізнішими рабинами, особливо празькими.
Серед багатьох другорядних робіт Геллера є проповіді та відповіді. Він також написав два набори піют. Перший набір з 1621 року вшановує Празьку дефенестрацію та початок Тридцятилітньої війни, а також втечу празьких євреїв від розграбування Праги габсбурзькими військами після битви на Білій Горі в 1620 році. Другий цикл віршів, написаний у 1650 році, присвячений козацькому повстанню 1648—1649 років.
Геллер був каббалістом і написав кабалістичну працю, коментар до Раббену Бах'я бен Ашера, заснований на кабалістичних поглядах Мойсея Кордоверо. Але протягом більшої частини свого життя Геллер виступав проти популяризації каббали та використання каббалістичних міркувань у питаннях єврейського права.
Серед рабинів свого покоління Геллер був надзвичайно добре обізнаний у світських науках. Його талмудичні праці та його проповіді свідчать про його інтерес до питань арифметики, астрономії та природознавства. Його нотатки до «Гів'ат га-Море», який сам по собі є коментарем до праці Маймоніда «Море Невухім», написаним одним із його вчителів Йосифом бен Ісааком га-Леві, доводять, що він займався філософією. Він похвалив «Меор Ейнаїм» Азарії деї Россі, незважаючи на анафему, яку його вчитель Юда бен Бецалел, якого він дуже шанував, наклав на книгу та її автора. Його заява про універсальну гідність людства також примітна, як і його відкритість до вивчення творів неєвреїв. Одна з його проповідей натякає на нову астрономію Коперника і Тихо Браге.

## Фольклорні та художні казки та вигадки
З 1881 року «Меґілат Ейва» Геллера зазвичай публікується з другим розділом, який приписується його синові Шамуелю. Шамюель розповідає історію ув'язнення Геллера та судового процесу зі своєї власної точки зору. Згідно з його версією, рабину допоміг французький генерал Тюренн, посол при дворі французького короля Людовіка XIV, після того, як Шамюель драматично врятував життя дружині та дочці Тюренна в парку у Відні, коли на них напав розлючений бик. Бувальщина заснований на оповіданні Людвіга Філіпсона.
Беніш Ашкеназі, один із головних персонажів роману «Сатана в Гораї» Іцхака Башевіса-Зінгера, є вигаданим прототипом рабина Геллера.
Про Геллера також складено чимало народних казок і легенд. Одна відома історія про нього стосується Йоселе Святого Скупого, який помер у Кракові. Рабі Геллера запитали, де його поховати. Міська влада була обурена відсутністю милосердя у цього чоловіка і наказала поховати його тіло у дальньому кутку кладовища. Через кілька днів після смерті скнари в місті піднявся великий плач, бо бідні й голодні були позбавлені таємної щедрості скнари. «Скупий» займався благодійністю у найблагородніший спосіб — таємно віддавав гроші місцевим купцям, які, у свою чергу, роздавали їжу, одяг і гроші бідним. Коли про це дізнався рабин Геллер, він був помітно вражений. Після смерті він розпорядився, щоб його поховали поруч з Йоселе. Це пояснює, чому рабин Геллер, один з найвидатніших знавців Талмуду, похований у такій непомітній частині кладовища.